# Unterseeboot UD-5
Le Unterseeboot UD-5 ou UD-5 est un sous-marin (U-Boot) allemand de la classe O 21. Il a été déposé sous le nom de sous-marin néerlandais K XXVII et renommé HNLMS O 27 ou Hr.Ms. O 27, mais il a été capturé lors de l'invasion allemande des Pays-Bas pendant la Seconde Guerre mondiale et mis en service dans la Kriegsmarine pendant la Seconde Guerre mondiale.

## Histoire

### Construction et mise en service
La pose de la quille du bateau a eu lieu le 3 août 1939 au chantier naval Rotterdamsche Droogdok Maatschappij à Rotterdam. À l'origine, le numéro du bateau était K XXVI, mais il a été changé en O 26 avant le lancement. En tant que sous-marin de série O, il était destiné à être utilisé dans les eaux européennes, alors que la série K étaient utilisés en Inde néerlandaise.
Il s'agissait du type de navire de la classe O 21 conçu pour sept bateaux, dont quatre furent plus tard utilisés par les Alliés et les trois autres comme sous-marins proies allemands. La construction hollandaise était moderne, entre autres choses, elle disposait déjà d'un Schnorchel et d'un canon de 40 mm qui pouvait être descendu dans un compartiment étanche - des détails que les Allemands ont copiés pour leurs sous-marins électriques des classes XXI et XXIII.

### Seconde Guerre mondiale
Lorsque la Wehrmacht allemande envahit les Pays-Bas le 10 mai 1940, le sous-marin O 27 n'était pas encore complètement terminé dans le chantier naval. Bien que le personnel du chantier naval ait tenté de couler le bateau, qui était encore dans la forme, l'occupation allemande étonnamment rapide de la rive sud de la Meuse le 14 mai a contrecarré cette tentative. Deux sous-marins jumeaux, le O 25 et le O 26, toujours en construction, sont également devenus des butins allemands. Tous trois ont ensuite été complétés et mis en service par la Kriegsmarine sous les numéros U-D3 (ex O 25), U-D4 (ex O 26) et U-D5 (ex O 27). Avec ces sous-marins, la Kriegsmarine a également capturé le Schnorchel, qui avait déjà été installé dans la marine néerlandaise sur les sous-marins O 19 et O 20.
Les Allemands ont décidé de le compléter. Le lancement a eu lieu le 26 septembre 1941. Il sert dans la Kriegsmarine en tant que UD-5 et est mis en service le 30 janvier 1942,.
De novembre 1941 à août 1942, le UD-5 a servi de bateau-école à Kiel lorsqu'il a été rattaché à la 5. Unterseebootsflottille. D'août 1942 à janvier 1943, le sous-marin a été stationné à Base sous-marine de Lorient en France occupée et rattaché à la 10. Unterseebootsflottille.
En patrouillant à l'ouest de Freetown, le UD-5 a repéré et coulé le cargo britannique SS Primrose Hill, d'une capacité de 7 628 tonneaux de jauge brute, le 29 octobre 1942.
En janvier 1943, le UD-5 a été transféré à Bergen en Norvège occupée et rattaché à la U-boot Abwehr Schule pour servir de navire-école jusqu'en mai 1945. Le UD-5 s'est rendu le 9 mai 1945 à Bergen.
Le UD-5 devait être sabordé dans le cadre de l'opération Deadlight, mais il fut reconnu comme un ancien bateau néerlandais et fut rendu à la Koninklijke Marine (Marine royale néerlandaise). Le 13 juillet 1945 à Dundee, il a été mis en service dans la marine néerlandaise sous le nom de O 27.
Il a servi dans la marine néerlandaise jusqu'à ce qu'il soit désarmé le 14 novembre 1959. Il était stationné à Den Helder où il a servi jusqu'à sa retraite en 1959 comme navire test pour les lancements de torpilles et comme navire cible pour les exercices anti-sous-marins.
Le 23 décembre 1960, le O 27 a été vendu à Jos de Smedt d'Anvers pour un montant de 131 000 florins et est démantelé en 1961.

## Commandants
Ayant été capturé avant sa mise en service, il n'a pas eu de commandements néerlandais, mais le UD-5 a été commandé sous les couleurs de la Kriegsmarine
- Kapitän zur See (KptzS.) Bruno Mahn de janvier 1941 à octobre 1941
- Oberleutnant zur See (Oblt.) Klaus-Dietrich König d'octobre 1941 à avril 1942 (en tant que suppléant)
- Kapitänleutnant (Kptlt.) Horst-Tessen von Kameke d'avril 1942 à mai 1942
- Kapitänleutnant (Kptlt.) Hans-Ulrich Scheltz de juin 1942 à décembre 1942

## Flottilles
- 5. Unterseebootsflottille à Kiel de novembre 1941 à août 1942 (navire d'entrainement)
- 10. Unterseebootsflottille à Lorient d'août 1942 à janvier 1943 (service actif)
- U-Abwehrschule à Bergen de janvier 1943 à mai 1945 (navire école)

## Patrouilles
Le UD-5 a effectué 2 patrouilles pendant son service actif.

## Palmarès
Le UD-5 a coulé Un navire marchand de 7 628 tonneaux pendant son service actif.
| Date            | Nom du navire | Nationalité | Type  | Tonnage | Destin |
| --------------- | ------------- | ----------- | ----- | ------- | ------ |
| 29 octobre 1942 | Primrose Hill | Royaume-Uni | Cargo | 7 628   | Coulé  |